# Echiopsis curta
Genre
Espèce
Synonymes
- Naja curta Schlegel, 1837
- Hoplocephalus temporalis Günther, 1862

Statut de conservation UICN

 NT  : Quasi menacé
Echiopsis curta, unique représentant du genre Echiopsis, est une espèce de serpents de la famille des Elapidae.

## Répartition
Cette espèce est endémique d'Australie. Elle se rencontre en Nouvelle-Galles du Sud, au Victoria, en Australie-Méridionale et en Australie-Occidentale.

## Publications originales
- Fitzinger, 1843 : Systema Reptilium, fasciculus primus, Amblyglossae. Braumüller et Seidel, Wien, p. 1-106 (texte intégral).
- Schlegel, 1837 : Essai sur la physionomie des serpens, La Haye, J. Kips, J. HZ. et W. P. van Stockum, vol. 1 (texte intégral) & vol. 2 (texte intégral).